# Otton (biskup chełmiński)
Otto (zm. 23 czerwca 1349) – biskup chełmiński. 

## Życiorys
Kanonik rewalski, konsekrowany przez biskupa z Praeneste w Awinion.
Nominowany przez papieża na biskupa 23 grudnia 1323. Wybrany został w Rewalu nie został uznany przez króla duńskiego Krzysztofa II. W 1324 zwrócił się do biskupa pomezańskiego Rudolfa o zwrot 14 parafii należących wcześniej do diecezji chełmińskiej. Uczestniczył w zawarciu układów pomiędzy zakonem krzyżackim, a królem polskim Kazimierzem Wielkim w 1337 w Inowrocławiu oraz Kaliszu w 1343.